# 미겔 페러
미겔 페러(Miguel Ferrer, 1955년 2월 7일 ~ 2017년 1월 19일)는 미국의 배우이다.

## 출연 작품

### 영화
- 스타 트렉 3: 스포크를 찾아서 (1983)
- 로보캅 (1987)
- 딥 식스 (1989)
- 가디언 (1990)
- 트윈 픽스 (1992)
- 니나 (1993)
- 못말리는 람보 (1993)
- 잠복근무 2 (1993)
- 나이트 플라이어 (1997)
- 뮬란 (1998) - 목소리
- 트래픽 (2000)
- 맨츄리안 켄디데이트 (2004)
- 저스티스 리그: 더 뉴 프런티어 (2008)
- 더 쿠리어 (2012)
- 4명의 암살자 (2013)
- 아이언맨 3 (2013)
- 리오 2 (2014) - 목소리
- 틴 타이탄스: 유다의 계약 (2017) - 목소리

### 텔레비전
- 매그넘 P.I. (1981)
- 마이애미의 두 형사 (1987, 1989)
- 트윈 픽스 (1990-91, 2017)
- ER (1994)
- 슈퍼맨 (1997-99) - 목소리
- 헤라클레스 (1998) - 목소리
- 솔로몬 가족은 외계인 (2000)
- 크로싱 조던 (2001-07)
- 재키찬 어드벤처 (2003-04)
- 로봇 치킨 (2006) - 목소리
- 아메리칸 대드! (2007) - 목소리
- 엘티그레 (2007) - 목소리
- 더 배트맨 (2007) - 목소리
- 고스트 & 크라임 (2008)
- 로앤오더: 뉴욕 특수수사대 (2008)
- CSI: 과학수사대 (2009)
- 라이 투 미 (2009)
- 사이크 (2010)
- 벤 10: 얼티메이트 에일리언 (2011)
- 위기의 주부들 (2011)
- 핀과 제이크의 어드벤처 타임 (2011-14) - 목소리
- NCIS: 로스앤젤레스 (2012-17)

### 비디오 게임
- 헤일로 2 (2004)